# Gabinete de Prabowo Subianto
El Gabinete Rojo y Blanco (en indonesio: Kabinet Merah Putih abreviado como KMP) es el gabinete del gobierno de Indonesia bajo el liderazgo del presidente Prabowo Subianto y el vicepresidente Gibran Rakabuming Raka. La composición de este gabinete proviene de círculos profesionales, una propuesta conjunta de los partidos políticos que apoyaron al binomio Prabowo-Gibran en las elecciones presidenciales de 2024, varios ministros que formaron parte del anterior Gabinete Indonesia Adelante, y también del equipo de campaña del binomio Prabowo-Gibran en las elecciones presidenciales de 2024.

## Historia

### Formación del Gabinete
Prabowo Subianto planeo formar un gabinete técnico (zakenkabinet), es decir, un gabinete lleno de expertos en sus respectivos campos. El secretario general Partido Movimiento Gran Indonesia (GERINDRA), Ahmad Muzani, explicó que este gabinete está lleno de personas que tienen competencia en sus campos, aquellos que son seleccionados tienen antecedentes o son propuestos por los partidos políticos.
Los rumores decían que este gabinete aumentará el número de ministros de los 34 anteriores a 44. El director del periódico del Partido Gerindra, Sufmi Dasco Ahmad, dijo que su partido aún no había confirmado el número de ministerios en el gabinete. Sin embargo, Dasco dijo que el Gabinete de Prabowo tendrá un aumento en el número de ministros en comparación con el anterior. Para dar cabida al plan, la Junta de Legislación de la Cámara de Representantes y el Gobierno completaron las discusiones sobre la revisión de la Ley del Ministerios del Estado. Para que el límite de ministerios estatales, que en el gabinete de Joko Widodo era de 34 ministerios, pueda ampliarse para adaptarse a las necesidades del nuevo gobierno.
Hubo varias propuestas para dividir las funciones de los ministerios existentes, como por ejemplo separar el Ministerio de Energía y Recursos Minerales, en el Ministerio de Energía y Petroquímica y el Ministerio de Minería y Carbón. El presidente del Foro de Minería y Energía de Indonesia, Singgih Widagdo, dijo que el motivo de la separación del Ministerio de Energía y Recursos Minerales se debía a que los problemas en los dos sectores, es decir, el sector energético y petroquímico y el sector mineral y del carbón, eran diferentes entre sí. Además, el Ministerio de Obras Públicas y Vivienda Pública, que fue formado por el presidente Joko Widodo tras fusionar el Ministerio de Obras Públicas y el Ministerio de Vivienda Pública, volverían a separarse como antes. Anteriormente se habló de separar el Ministerio de Justicia y Derechos Humanos en el próximo gobierno. El Ministro de Justicia y Derechos Humanos, Supratman Andi Agtas, explicó que su partido no había recibido más información sobre la separación de los ministerios y enfatizó que la formación del ministerio era autoridad del nuevo presidente Prabowo.
El vicepresidente del Consejo Asesor del Partido Gerindra y hermano menor de Prabowo, Hashim Djojohadikusumo, dijo que habrá cuatro graduados de la Escuela Secundaria Taruna Nusantara que serán elegidos para convertirse en ministros en el gabinete de Prabowo. Hay varios ex alumnos de la mis institución que también se habían unido al Gabinete Indonesia Adelante; Agus Harimurti Yudhoyono, Agust Jovan Latuconsina, Herzaky Mahendra Putra, Sudaryono, Sugiono y Prasetyo Hadi.

### Proceso de selección e investidura ministerial
Sufmi Dasco Ahmad dijo que la composición del gabinete se finalizaría siete días antes de la toma de posesión del Presidente y el Vicepresidente electo. El jefe de gabinete presidencial saliente, Moeldoko, confirmó los planes de anunciar la composición del gabinete de Prabowo el 20 de octubre, la noche después de la juramentación del nuevo gobierno.
Del 15 al 18 de octubre de 2024, Prabowo convocó a 109 candidatos a ministros y viceministros a su residencia en el sur de Yakarta. Este gabinete fue anunciado el 20 de octubre de 2024, la tarde después de que el presidente Prabowo prestara juramento ante la Asamblea Consultiva Popular, el congreso pleno, bajo el nombre de Gabinete Rojo y Blanco, y todos los ministros y viceministros juraron sus cargos al día siguiente, el 21 de octubre de 2024. Debido al aumento del número de Ministerios, varios ministerios experimentaron cambios de nombre, nomenclatura y separación de ministerios anteriores. Esto quedo regulado en el Reglamento Presidencial Número 139 de 2024, que fue firmado por el presidente Prabowo Subianto.
A juzgar por el nombre del nuevo gabinete, el nombre del Gabinete Rojo y Blanco es casi idéntico al nombre de la coalición que apoyó a Prabowo Subianto y Hatta Rajasa en las elecciones presidenciales de Indonesia de 2014, es decir, la Coalición Roja y Blanca.
El 21 de octubre de 2024, el Gabinete Rojo y Blanco fue inaugurado oficialmente por el presidente Prabowo Subianto. La ceremonia de inauguración tuvo lugar en el Palacio Presidencial en Yakarta y marcó el inicio del mandato del Gabinete Rojo y Blanco para el período 2024-2029.
La ceremonia de inauguración comenzó alrededor de las 10.00 y comenzó con la entrega de extractos del Decreto Presidencial a cada ministro. El Decreto Presidencial utilizado es el Número 133/P de 2024 sobre el Establecimiento de Ministerios de Estado y el Nombramiento de Ministros de Estado del Gabinete Rojo y Blanco. Después de eso, Prabowo dirigió el juramento del cargo que fue seguido por todos los ministros electos.
Anteriormente, en la noche del anuncio ministerial del 20 de octubre de 2024, se afirmó que había 56 nombres de viceministros y jefes de agencias. Sin embargo, en la inauguración sólo se anunciaron 55 nombres. Uno de los mencionados en la inauguración de la mañana fue Muhammad Qodari como Jefe Adjunto de la Oficina del Estado Mayor Presidencial (KSP), junto con la lectura del Decreto Presidencial sobre el nuevo Jefe del Gabinete Presidencial Anto Mukti Putranto.

### El rechazo de NasDem a entrar en el Gabinete Rojo y Blanco
En su declaración en la oficina del Partido Demócrata Nacional en la Cámara de Representantes de Bali el jueves 3 de abril de 2025, NasDem manifestó su postura de rechazar ingresar al Gabinete Rojo y Blanco.
Surya Paloh reveló que su partido recibió una oferta para unirse al gabinete de Prabowo. Sin embargo, la oferta fue rechazada porque NasDem consideró que no tenía la legitimidad moral para unirse, considerando que no apoyaban la candidatura de Prabowo en las elecciones presidenciales. Paloh afirmó que la decisión era una forma de autoconciencia y de mantener la cultura de la vergüenza, que según él era importante en la política.
En su declaración, Paloh enfatizó que aunque no sea parte del gabinete, NasDem seguirá siendo parte del gobierno. Dijo que su partido estaba dispuesto a ser socio y amigo en las filas del gobierno, sin tener que ocupar un puesto en el gabinete.

## Composición del gabinete

### Cambio de nomenclatura
El Gabinete Rojo y Blanco experimentó una importante reestructuración al formar 7 ministerios coordinadores y 41 ministerios, incluidos varios ministerios nuevos resultantes de la división de ministerios anteriores, como el Ministerio de Silvicultura, el Ministerio de Economía Creativa, el Ministerio de Educación Primaria y Secundaria y el Ministerio de Derechos Humanos.

### Estructura del Ministerio
El gabinete está formado por varios ministerios coordinados por un ministerio coordinador. Cada ministerio tiene ciertos deberes y responsabilidades, ya sea en los campos de la política, el derecho, lo social, el desarrollo, la economía o la defensa y la seguridad.

### Composición de los partidos políticos
La composición de los partidos políticos en este gabinete muestra la representación de varios partidos políticos. El Partido Golkar domina con 8 cargos ministeriales, seguido por el Partido Gerindra y el Partido del Mandato Nacional (6 ministros cada uno), así como otros partidos. Esta composición también se complementa con 56 viceministros, lo que convierte al Gabinete Rojo y Blanco en el gabinete con el mayor número de viceministros en la historia de Indonesia.

### Funcionarios de nivel ministerial
Varios otros puestos importantes, como el de Fiscal General, Comandante de las Fuerzas Armadas Nacionales de Indonesia, Jefe de la Policía Nacional de Indonesia y Jefe de la Autoridad de la Capital de Indonesia, también figuran en las filas de los funcionarios de nivel ministerial. Además, también fueron nombrados el presidente y el vicepresidente del Consejo Económico Nacional.
En el Gabinete Rojo y Blanco, el cargo de Secretario de Gabinete experimentó un cambio de estatus institucional con base en el Reglamento Presidencial Número 139 de 2024, que estipula que estaba bajo el Ministerio Secretario de Estado y ya no está en el nivel ministerial.

### Reorganización I (2025)
El 19 de febrero de 2025, el presidente Prabowo Subianto realizó la primera reorganización del Gabinete Rojo y Blanco. Tomó posesión el ministro de Educación y Ciencia, Prof. Brian Yuliarto, en reemplazo de Satryo Brodjonegoro, quien sólo ha servido menos de 5 meses. En la misma ocasión, el presidente también inauguró a varios jefes y subdirectores de agencias, a saber, el jefe y el subdirector del BPKP, el BPS y el jefe del BSSN.

## Gabinete ministerial

### Presidente de la República de Indonesia
| Fotografía | Presidente       | Período               | Período     | Partido | Partido  |
| Fotografía | Presidente       | Inicio                | Fin         | Partido | Partido  |
| ---------- | ---------------- | --------------------- | ----------- | ------- | -------- |
|            | Prabowo Subianto | 20 de octubre de 2024 | En el cargo |         | GERINDRA |

### Vicepresidente de la República de Indonesia
| Fotografía | Vicepresidente         | Período               | Período     | Partido | Partido |
| Fotografía | Vicepresidente         | Inicio                | Fin         | Partido | Partido |
| ---------- | ---------------------- | --------------------- | ----------- | ------- | ------- |
|            | Gibran Rakabuming Raka | 20 de octubre de 2024 | En el cargo |         | Ind     |

### Ministerios Coordinadores
| Asuntos encargados                                            | Fotografía | Titular                  | Período                                       | Período     | Partido | Partido |
| Asuntos encargados                                            | Fotografía | Titular                  | Inicio                                        | Fin         | Partido | Partido |
| ------------------------------------------------------------- | ---------- | ------------------------ | --------------------------------------------- | ----------- | ------- | ------- |
| Asuntos Alimentarios                                          |            | Budi Gunawan             | 21 de octubre de 2024                         | En el cargo |         | Ind     |
| Asuntos Económicos                                            |            | Airlangga Hartarto       | 23 de octubre de 2019 (del anterior Gobierno) | En el cargo |         |         |
| Asuntos Jurídicos, Derechos Humanos, Inmigración y Corrección |            | Yusril Ihza Mahendra     | 21 de octubre de 2024                         | En el cargo |         |         |
| Asuntos Políticos y de Seguridad                              |            | Agus Harimurti Yudhoyono | 21 de octubre de 2024                         | En el cargo |         |         |
| Desarrollo Humano y Asuntos Culturales                        |            | Pratikno                 | 21 de octubre de 2024                         | En el cargo |         | Ind     |
| Empoderamiento Social                                         |            | Muhaimin Iskandar        | 21 de octubre de 2024                         | En el cargo |         | PKB     |
| Infraestructura y Desarrollo Regional                         |            | Zulkifli Hasan           | 21 de octubre de 2024                         | En el cargo |         | PAN     |

### Ministerios
| Ministerio                                             | Fotografía | Titular                       | Período                                          | Período               | Partido | Partido  |
| Ministerio                                             | Fotografía | Titular                       | Inicio                                           | Fin                   | Partido | Partido  |
| ------------------------------------------------------ | ---------- | ----------------------------- | ------------------------------------------------ | --------------------- | ------- | -------- |
| Agricultura                                            |            | Amran Sulaiman                | 25 de octubre de 2023 (del anterior Gobierno)    | En el Cargo           |         | Ind      |
| Aldeas y Desarrollo de las Regiones Desfavorecidas     |            | Yandri Susanto                | 21 de octubre de 2024                            | En el cargo           |         | PAN      |
| Asuntos Agrarios y Planificación Espacial              |            | Nusron Wahid                  | 21 de octubre de 2024                            | En el cargo           |         |          |
| Asuntos Culturales                                     |            | Fadli Zon                     | 21 de octubre de 2024                            | En el cargo           |         | GERINDRA |
| Asuntos Marinos y Pesca                                |            | Sakti Wahyu Trenggono         | 23 de diciembre de 2020 (del anterior Gobierno)  | En el cargo           |         | PAN      |
| Asuntos Religiosos                                     |            | Nasaruddin Umar               | 21 de octubre de 2024                            | En el cargo           |         | Ind      |
| Asuntos Sociales                                       |            | Saifullah Yusuf               | 11 de septiembre de 2024 (del anterior Gobierno) | En el cargo           |         | PKB      |
| Comercio                                               |            | Budi Santoso                  | 21 de octubre de 2024                            | En el cargo           |         | PAN      |
| Comunicación y Asuntos Digitales                       |            | Meutya Hafid                  | 21 de octubre de 2024                            | En el cargo           |         |          |
| Cooperativas                                           |            | Budi Arie Setiadi             | 21 de octubre de 2024                            | En el cargo           |         | Ind      |
| Defensa                                                |            | Sjafrie Sjamsoeddin           | 21 de octubre de 2024                            | En el cargo           |         | Ind      |
| Derechos Humanos                                       |            | Natalius Pigai                | 21 de octubre de 2024                            | En el cargo           |         | Ind      |
| Economía Creativa                                      |            | Teuku Riefky Harsya           | 21 de octubre de 2024                            | En el cargo           |         |          |
| Educación Primaria y Secundaria                        |            | Abdul Mu'ti                   | 21 de octubre de 2024                            | En el cargo           |         | Ind      |
| Educación Superior, Ciencia y Tecnología               |            | Satryo Soemantri Brodjonegoro | 21 de octubre de 2024                            | 19 de febrero de 2025 |         | Ind      |
| Educación Superior, Ciencia y Tecnología               |            | Brian Yuliarto                | 19 de febrero de 2025                            | En el cargo           |         | Ind      |
| Energía y Recursos Minerales                           |            | Bahlil Lahadalia              | 19 de agosto de 2024 (del anterior Gobierno)     | En el cargo           |         |          |
| Empoderamiento de la Mujer y Protección de la Infancia |            | Arifah Choiri Fauzi           | 21 de octubre de 2024                            | En el cargo           |         | Ind      |
| Empresas Estatales                                     |            | Erick Thohir                  | 23 de octubre de 2019 (del anterior Gobierno)    | En el cargo           |         | Ind      |
| Finanzas                                               |            | Sri Mulyani                   | 27 de julio de 2016 (del anterior Gobierno)      | En el cargo           |         | Ind      |
| Industria                                              |            | Agus Gumiwang Kartasasmita    | 23 de octubre de 2019 (del anterior Gobierno)    | En el cargo           |         |          |
| Inmigración y Corrección                               |            | Agus Andrianto                | 21 de octubre de 2024                            | En el cargo           |         | Ind      |
| Interior                                               |            | Tito Karnavian                | 23 de octubre de 2019 (del anterior Gobierno)    | En el cargo           |         | Ind      |
| Inversión e Industria Transformadora                   |            | Rosan Roeslani                | 19 de agosto de 2024 (del anterior Gobierno)     | En el cargo           |         | Ind      |
| Justicia                                               |            | Supratman Andi Agtas          | 21 de octubre de 2024                            | En el cargo           |         | GERINDRA |
| Juventud y Deportes                                    |            | Dito Ariotedjo                | 3 de abril de 2023 (del anterior Gobierno)       | En el cargo           |         |          |
| Micro, Pequeña y Mediana Empresa                       |            | Maman Abdurrahman             | 21 de octubre de 2024                            | En el cargo           |         |          |
| Medio Ambiente                                         |            | Hanif Faisol Nurofiq          | 21 de octubre de 2024                            | En el cargo           |         | PAN      |
| Obras Públicas                                         |            | Dody Hanggodo                 | 21 de octubre de 2024                            | En el cargo           |         |          |
| Planificación Nacional del Desarrollo                  |            | Rachmat Pambudy               | 21 de octubre de 2024                            | En el cargo           |         | GERINDRA |
| Población y Desarrollo de la Familia                   |            | Wihaji                        | 21 de octubre de 2024                            | En el cargo           |         |          |
| Protección de los Trabajadores Migratorios             |            | Abdul Kadir Karding           | 23 de julio de 2024                              | En el cargo           |         | PKB      |
| Relaciones Exteriores                                  |            | Sugiono                       | 21 de octubre de 2024                            | En el cargo           |         | GERINDRA |
| Salud                                                  |            | Budi Gunadi Sadikin           | 23 de diciembre de 2020 (del anterior Gobierno)  | En el cargo           |         | Ind      |
| Secretaría de Estado                                   |            | Prasetyo Hadi                 | 21 de octubre de 2024                            | En el cargo           |         | GERINDRA |
| Silvicultura                                           |            | Raja Juli Antoni              | 21 de octubre de 2024                            | En el cargo           |         |          |
| Trabajo                                                |            | Yassierli                     | 21 de octubre de 2024                            | En el cargo           |         | Ind      |
| Transmigración                                         |            | Iftitah Sulaiman Suryanagara  | 21 de octubre de 2024                            | En el cargo           |         |          |
| Transporte                                             |            | Dudy Purwagandhi              | 21 de octubre de 2024                            | En el cargo           |         | PAN      |
| Turismo                                                |            | Widiyanti Putri               | 21 de octubre de 2024                            | En el cargo           |         | Ind      |
| Utilización del Aparato Estatal y Reforma Burocrática  |            | Rini Widyantini               | 21 de octubre de 2024                            | En el cargo           |         | Ind      |
| Vivienda y Área Residencial                            |            | Maruarar Sirait               | 21 de octubre de 2024                            | En el cargo           |         | GERINDRA |

### Funcionarios a nivel de ministro
| Asuntos encargados                                                                           | Fotografía | Titular                   | Período                                       | Período             | Partido | Partido  |
| Asuntos encargados                                                                           | Fotografía | Titular                   | Inicio                                        | Fin                 | Partido | Partido  |
| -------------------------------------------------------------------------------------------- | ---------- | ------------------------- | --------------------------------------------- | ------------------- | ------- | -------- |
| Fiscal General                                                                               |            | Sanitiar Burhanuddin      | 23 de octubre de 2019 (del anterior Gobierno) | En el cargo         |         | Ind      |
| Jefe de la Agencia Estatal de Inteligencia                                                   |            | Muhammad Herindra         | 21 de octubre de 2024                         | En el cargo         |         | Ind      |
| Jefe del Gabinete Presidencial                                                               |            | Anto Mukti Putranto       | 21 de octubre de 2024                         | En el cargo         |         | Ind      |
| Jefe de la Oficina de Comunicación de la Presidencia                                         |            | Hasan Nasbi               | 19 de agosto de 2024 (del anterior Gobierno)  | 29 de abril de 2025 |         | Ind      |
| Presidente del Consejo Nacional de Economía                                                  |            | Luhut Binsar Pandjaitan   | 21 de octubre de 2024                         | En el cargo         |         |          |
| Secretario del Gabinete                                                                      |            | Teddy Indra Wijaya        | 21 de octubre de 2024                         | En el cargo         |         | Ind      |
| Jefe de la Agencia de Control del Desarrollo e Investigación Especial                        |            | Aries Marsudiyanto        | 21 de octubre de 2024                         | En el cargo         |         | GERINDRA |
| Jefe de la Agencia Organizadora del Hajj                                                     |            | Mochamad Irfan Yusuf      | 21 de octubre de 2024                         | En el cargo         |         | GERINDRA |
| Jefe de la Agencia Organizadora de Aseguramiento de Productos Halal                          |            | Haikal Hassan             | 21 de octubre de 2024                         | En el cargo         |         | Ind      |
| Jefe de la Agencia de Reducción de la Pobreza                                                |            | Budiman Sudjatmiko        | 21 de octubre de 2024                         | En el cargo         |         | Ind      |
| Jefe de la Agencia Nacional de Nutrición                                                     |            | Dadan Hindayana           | 21 de octubre de 2024                         | En el cargo         |         | Ind      |
| Presidente de la Agencia para Gestión de Inversiones para la Energía del Futuro de Nusantara |            | Muliaman Darmansyah Hadad | 21 de octubre de 2024                         | En el cargo         |         | Ind      |
| Jefe de la Autoridad de la Ciudad Capital de Nusantara                                       |            | Basuki Hadimuljono        | 3 de junio de 2024 (del anterior Gobierno)    | En el cargo         |         | Ind      |

### Fuerza pública
| Cargo                                                     | Fotografía | Titular                     | Período                                         | Período     | Partido | Partido |
| Cargo                                                     | Fotografía | Titular                     | Inicio                                          | Fin         | Partido | Partido |
| --------------------------------------------------------- | ---------- | --------------------------- | ----------------------------------------------- | ----------- | ------- | ------- |
| Comandante de las Fuerzas Armadas Nacionales de Indonesia |            | Gral. Agus Subiyanto        | 22 de noviembre de 2023 (del anterior Gobierno) | En el cargo |         | Ind     |
| Jefe de la Policía Nacional de Indonesia                  |            | G.Pol. Listyo Sigit Prabowo | 27 de enero de 2021 (del anterior Gobierno)     | En el cargo |         | Ind     |